# Quinídio Correia
Quinídio Major Pinto Correia (Funchal, Madeira, 23 de dezembro de 1951) é um médico e político português. Foi eurodeputado entre 1995 e 1999.

## Biografia
É formado em medicina, na especialidade de urologia, pela Faculdade de Medicina de Coimbra. Foi candidato, na lista do Partido Socialista, às eleições europeias de 1994, não sendo de imediato eleito deputado. Apenas após a renúncia ao cargo por parte de outros deputados à sua frente na lista ascendeu ao lugar de eurodeputado, em outubro de 1995, exercendo-o até ao fim do mandato, em julho de 1999.
Em 2001, tornou-se chefe do serviço de urologia do Centro Hospitalar do Funchal. Em 2008, ascendeu ainda a vereador da Câmara Municipal do Funchal. De 2009 a 2013, foi director do serviço de urologia no serviço regional de saúde da Região Autónoma da Madeira.